# Займищенский сельсовет (Татарская АССР)
Займищенский сельсовет (Займищинский) — административно-территориальная единица в Казанской губернии и Татарской АССР. 
Административный центр — Займище.
Образован в 1918 году в составе Ильинской волости Казанского уезда той же губернии (с 1920 года в составе той же волости Арского кантона Татарской АССР). При частичном районировании Татарской АССР в 1927 году сельсовет, как и вся волость, вошёл в состав Казанского района.
Упразднён в 1932 году при укрупнении сельсоветов в Казанском районе, населённые пункты включены в состав Красногорского сельсовета.
Население сельсовета составляло 486 чел. в 1920 году, 454 чел. в 1922 году, 478 чел. в 1927 году.

### Комментарии
1. ↑  Примечание источника: Населённые пункты, имеющие менее 50 жителей, указаны не все
2. ↑  Примечание источника: Очень мелкие населённые пункты (кордоны, сторожки, и.т.д.) не включены